# Tattenhall
Tattenhall is een civil parish in het bestuurlijke gebied Cheshire West and Chester, in het Engelse graafschap Cheshire met 2079 inwoners.